# 476
سنة 476 م (بالأرقام الرومانية: CDLXXVI) كانت سنة كبيسة تبدأ يوم الخميس (الرابط يظهر نموذج الجدول الزمني الكامل للسنة) من التقويم اليولياني. بدأت تسمية السنة ب476 منذ العصور الوسطى المبكرة، عندما أصبح تقويم أنو دوميني هو الأسلوب السائد في أوروبا لتسمية السنوات.

## أحداث
- سقوط الإمبراطورية الرومانية الغربية

## مواليد
- أريابهاتا

## وفيات
- أوريستيس (جنرال)
- باسيليسكيوس